# Sarrouilles
Sarrouilles település Franciaországban, Hautes-Pyrénées megyében. Lakosainak száma 541 fő (2022. január 1.). Sarrouilles Aureilhan, Barbazan-Debat, Boulin, Laslades, Séméac és Souyeaux községekkel határos.

## Népesség
A település népessége az elmúlt években az alábbi módon változott:
| Lakosok száma | 550  | 535  | 543  | 529  | 524  | 518  | 525  | 533  | 541  |
|               | 2013 | 2015 | 2016 | 2017 | 2018 | 2019 | 2020 | 2021 | 2022 |